# Eugène Schneider
Joseph Eugène Schneider (Bidestroff, 29 de março de 1805 — Paris, 27) foi um industrial francês.

## Biografia
Foi galardoado com a Legião de Honra (França). É um dos 72 nomes na Torre Eiffel.
Foi sepultado no Cemitério do Père-Lachaise.